# Saint-Martin-sur-Cojeul
Saint-Martin-sur-Cojeul é uma comuna francesa na região administrativa de Altos da França, no departamento de Pas-de-Calais. Estende-se por uma área de 3,41 km². Em 2010 a comuna tinha 214 habitantes (densidade: 62,8 hab./km²).